# Partido de la Unidad Popular (Tayikistán)
El Partido de la Unidad del Pueblo (en tayiko: Ҳизби иттиҳоди мардумии Тоҷикистон, Hizbi ittihodi mardumii Tojikiston) fue un partido político liberal, conservador y laico de Tayikistán. El partido fundado por Abdumalik Abdullajanov en 1994, para ser prohibido en 1998. Durante la Guerra Civil Tayika, se opuso al gobierno de Emomali Rahmon y formó parte de la Oposición Tayika Unida (OTU). 

## Historia
El partido fue formado y registrado oficialmente el 15 de noviembre de 1994, por parte de los seguidores del exprimer ministro Abdumalik Abdullajanov, que ejerció ese cargo entre 1992 y 1993, quien renunció en señal de protesta por los métodos represivos del gobierno de facto de Emomali Rahmon. Para cuando el partido fue fundado, Abdullajanov era embajador en Rusia, y hacía dos semanas se había presentado a las elecciones presidenciales de ese país de 1994, como único candidato distinto a Rahmon, pero de manera independiente debido a que no se permitieron formar partidos políticos para los comicios.
Participó en las elecciones parlamentarias de Tayikistán de 1995, donde obtuvo dos asientos. El partido formó parte de la OTU en el transcurso de la guerra, y en 1996 intentó mediar entre el gobierno de Tayikistán y la oposición. El partido firmó el acuerdo que dio fin a la guerra el 27 de junio de 1997.

## Ilegalización
En 1998, el partido fue acusado de tener vínculos con Rusia y Uzbekistán, por parte del gobierno tayiko y algunos miembros de la oposición, lo cual condujo a que el 9 de diciembre de 1998 la Corte Suprema de Tayikistán prohibiera al partido, confiscara sus bienes y capturara a algunos de sus seguidores. 
Abdumalik Abdullajanov huyó y recibió asilo político en Estados Unidos, mientras el partido se disolvía en Tayikistán.